# Silleda

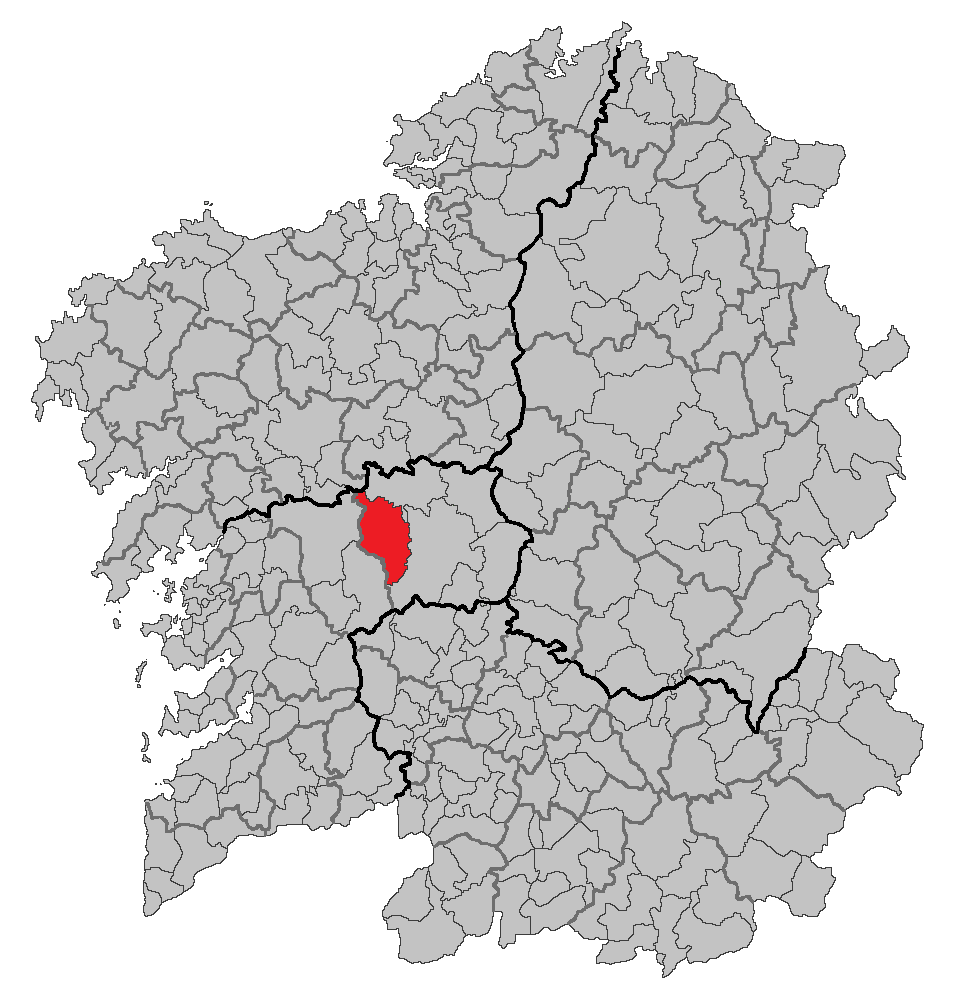
Silleda, Pontevedra, Galizia

Silleda è un comune spagnolo di 9 089 abitanti situato nella comunità autonoma della Galizia.